# Hermann Schmidhäußler
Hermann Schmidhäußler (* 26. April 1875 in Schwäbisch Gmünd; † 15. August 1963 ebenda; vollständiger Name: Hermann Eduard Schmidhäußler) war ein deutscher Architekt, Baubeamter, Beigeordneter und Kommunalpolitiker.

## Jugend und Ausbildung
Der Protestant Hermann Schmidhäußler wurde als Sohn des aus Holzkirch gebürtigen Wirts Matthäus Schmidhäußler und der aus Klein-Eislingen stammenden Christina Margaretha Schmidhäußler, geb. Scheer, im Württembergischen Gmünd geboren. Seine Eltern waren im Jahr 1874 von Göppingen aus mit zwei Kindern nach Gmünd zugezogen. Nach dem Besuch einer höheren Schule studierte Hermann Schmidhäußler zunächst Maschinenbau an der Technischen Hochschule Stuttgart und beendete seine Studien möglicherweise an der Technischen Hochschule Karlsruhe, wo er 1908 lebte. Während seines Studiums wurde er 1896 Mitglied der Stuttgarter Burschenschaft Ghibellinia. Mit Ablegung der Zweiten Staatsprüfung erhielt er die Ernennung zum Regierungsbaumeister (Assessor in der öffentlichen Bauverwaltung).

## Beamter und Oberbürgermeister
Im August 1908 wurde von höchster Stelle Schmidhäußlers vorangegangene Wahl zum besoldeten Beigeordneten der Stadt Moers bestätigt. Obwohl er von der Stadtverordnetenversammlung für die gesetzliche Dauer von 12 Jahren gewählt worden war, wechselte er bereits 1913 von Moers in gleicher Funktion nach Solingen. Während dieser kurzen Zeitspanne entwickelte er als technischer Beigeordneter u. a. 1909 die „Skizze des neuen Stadtviertels im Süden und des neuen Stadtparks“. Die seinerzeit kontrovers diskutierte Stadterweiterung beinhaltete neben der Anlage eines Wohnbezirks für gehobene Ansprüche einen Park von 30 Hektar Umfang. Im Juli 1913 wurde Schmidhäußler in das Preisgericht für den „Wettbewerb für Vorentwürfe zur Wiederbebauung des Neumarktes in Moers“ berufen. Im Februar 1914 war er nochmals aus seiner Funktion als (bei Ende des Wettbewerbs vormaliger) Beigeordneter der Stadt Moers Mitglied eines Preisgerichts, in dem Architekturwettbewerb für „Entwürfe zu einem Festsaal und einem Jugendhaus“, in beiden Preisgerichten urteilten neben ihm Carl Rehorst und Georg Metzendorf.
Schmidhäußler versah die Stelle des technischen Beigeordneten und Stadtbaurats in Solingen bis zu seiner Vertreibung aus dem Amt in der Folge der Machtergreifung durch die Nationalsozialisten 1933. Vom 1. April 1928 bis zum 1. April 1930 wurde ihm zusätzlich zu seiner hauptamtlichen Tätigkeit die kommissarische Übernahme des Amts des Oberbürgermeisters in der Nachfolge des altersbedingt ausgeschiedenen August Dicke übertragen. Politisch war er in Solingen jedoch isoliert, nachdem er den durch sinkende Steuereinnahmen und steigende Wohlfahrtsausgaben in desolatem Zustand befindlichen Haushalt der Stadt mit einem Bankkredit ausgleichen wollte: Die Bank stellte dafür die Bedingung, die Abgaben und Energiepreise zu erhöhen. Als die Deckungsvorlage im Stadtrat zur Abstimmung kam, stimmte Schmißhäußler als einziger dafür.:85 f. Schon gegen Ende des Jahres 1929 hatte ihm der Stadtrat die Unterstützung versagt und gegen seinen Willen die Auszahlung einer Weihnachtsbeihilfe an Bedürftige bewilligt, für die gar kein Geld im Stadtsäckel zur Verfügung stand.:83 Als es nach der Wahl von Hermann Weber zum neuen Oberbürgermeister der Stadt zu einer Verhärtung der Fronten kam, bemühte er sich vergebens um eine Vermittlung zwischen linken und bürgerlichen Parteien.:95 f.
Der Gleichschaltung der von ihm geführten Beamten-Wohnungsbauverein Solingen eGmbH blieb Schmißhäußler in der entscheidenden Sitzung vom 13. Juni 1933 „erkrankt“ fern. Die Leitung übernahm sein Stellvertreter, Stadtverordneter Hermann Nickau (NSDAP).
Hermann Schmidhäußler war Mitglied im Deutschen Werkbund.

## Werk

### Bauten
- 1920: Entwurf zu einem Rathausneubau in Solingen, auf dem Schützenplatz (nicht ausgeführt)[12]
- 1927–1930: August-Dicke-Schule in Solingen, Schützenstraße 44 (nach Entwurf des Architekten Wilhelm Klein; unter Denkmalschutz)

### Schriften
- Solingen und sein Industriebezirk Ohligs, Wald, Gräfrath und Höhscheid. (= Deutsche Städtebaukunst. Wirken und Werke deutscher Selbstverwaltung.) Deutsche Kunst- und Verlagsanstalt, Düsseldorf 1922.